# Stanimir Iłczew
Stanimir Jankow Iłczew, bułg. Станимир Янков Илчев (ur. 31 lipca 1953 w Burgasie) – bułgarski dziennikarz i polityk, poseł do Zgromadzenia Narodowego (2001–2009), deputowany do Parlamentu Europejskiego VI (w 2007) i VII kadencji.

## Życiorys
W 1971 uzyskał wykształcenie wyższe na kierunku dziennikarstwo telewizyjne na Uniwersytecie Sofijskim im. św. Klemensa z Ochrydy. Pracował jako redaktor w telewizji państwowej BNT (1979–1980), magazynie "Krile" (1980–1985) oraz magazynie "Mładeż" (1985–1990). W latach 90. wykładał na Uniwersytecie Amerykańskim w Bułgarii.
Od 2001 związany z Ruchem Narodowym Symeona II, był członkiem jego Rady Politycznej (od 2005) oraz rzecznikiem prasowym (od 2006). Z listy partii został w 2001 wybrany na posła do Zgromadzenia Narodowego. Reelekcję uzyskał w 2005. Pełnił obowiązki przewodniczącego KP Ruchu Narodowego Symeona II (2003–2005). Od 2005 zasiadał w komisjach spraw zagranicznych, obrony i bezpieczeństwa oraz zwalczania korupcji. Od stycznia do lipca 2007 był posłem Bułgarii w Parlamencie Europejskim jako obserwator, a w 2007 jako eurodeputowany w ramach delegacji krajowej. W 2009 ponownie uzyskał miejsce w PE z listy Narodowego Ruchu na rzecz Stabilności i Postępu, sprawując mandat do 2014. W 2015 został współprzewodniczącym tego ugrupowania.